# Bibliografia sobre a música da Bahia
Esta bibliografia reúne os livros e estudos sobre a música da Bahia.

## Livros
| Título                                                                        | Autor(es)                                                  | Dados da edição                                                                                      | Ano  |
| ----------------------------------------------------------------------------- | ---------------------------------------------------------- | --- | ---- |
| Crinas Sobre Cordas                                                           | Deodato Guimarães Santos                                   | Ed. Visual Art (132 pág.)                                                                            | 1998 |
| Rock Baiano - História de uma Cultura Subterrânea                             | Ednilson Sacramento                                        | audiolivro e PDF                                                                                     | 2014 |
| Novos Baianos: a história do grupo que mudou a MPB                            | Luiz Galvão                                                | Editora Lazuli Ltda. (336 pág.)                                                                      | 2016 |
| Breviário da Bahia                                                            | Afrânio Peixoto                                            | 2ª ed. Rio de Janeiro: ed. Agir                                                                      | 1946 |
| Cancioneiro da Bahia                                                          | Dorival Caymmi                                             | Livraria Martins                                                                                     | 1967 |
| The Berimbau: Soul of Brazilian Music                                         | Eric A. Galm                                               | Ed. Univ. Press of Mississippi, ISBN-13 978-1617031953 (242 pág.)                                    | 2010 |
| A Música na Cidade do Salvador, 1549-1900                                     | Hebe Machado Brasil                                        | ed. Prefeitura Municipal de Salvador (137 pág.) Volume 4 de Evolução Histórica da cidade do Salvador | 1969 |
| Instituto de Música: Um Século de Tradição Musical na Bahia                   | Maria da Conceição Costa Perrone Selma Boulhosa Alban Cruz | Salvador: Grafufba (134 pág.)                                                                        | 1997 |
| A Trama dos Tambores: a música afro-pop de Salvador                           | Goli Guerreiro                                             | editora 34, 2ª ed., ISBN 9788573261752 (319 pág.)                                                    | 2000 |
| Compositores e Intérpretes Baianos: de Xisto Bahia a Dorival Caymmi           | Luiz Américo Lisboa Júnior                                 | Via Litterarum/Editus, Ilhéus, ISBN 8598493244 (371 pág.)                                            | 2006 |
| Guia da Música Popular da Bahia                                               | Zé Ricardo Machado                                         | ed. independente, ISBN 9781980829713 (302 pág.)                                                      | 2018 |
| As donas do canto: O sucesso das estrelas-intérpretes no Carnaval de Salvador | Marilda Santana                                            | Ed. Edufba, Salvador, ISBN 978-85-232-0625-3 (488 pág.)                                              | 2009 |

### Obras correlatas
- História da Música Brasileira: dos primórdios ao início do século XX, B. Kiefer (Editora Movimento, 1976)